# Leptocentrus indigoferae
Leptocentrus indigoferae är en insektsart som beskrevs av Rauno E. Linnavuori 1973. Leptocentrus indigoferae ingår i släktet Leptocentrus och familjen hornstritar. Inga underarter finns listade i Catalogue of Life.